# تومي ماكليلاند
تومي ماكليلاند (بالإنجليزية: Tommy McClelland)‏ هو لاعب كرة قدم أمريكية أمريكي، ولد في 1981 في مدينة يونيس في الولايات المتحدة.